# 于泽斯特
于泽斯特（法語：Uzeste，法語發音：[yzɛst]）是法国吉伦特省的一个市镇，属于朗贡区。

## 地理
于泽斯特（44°26'29"N, 0°19'25"W）面积26.05 平方千米，位于法国新阿基坦大区吉倫特省，该省份为法国西南部沿海省份，是法國本土面积最大的省，北起滨海夏朗德省，西临大西洋，南至朗德省，东南接洛特-加龍省，东临多爾多涅省。
与于泽斯特接壤的市镇（或旧市镇、城区）包括：勒尼藏、利尼昂德巴扎斯、诺阿扬、蓬佩雅克、普雷沙克、维朗德罗。

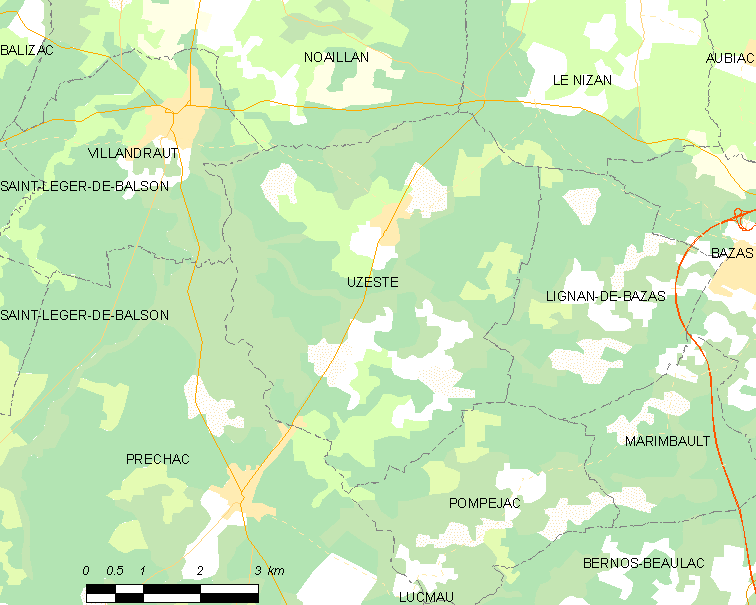
于泽斯特的OSM定位图

于泽斯特的时区为UTC+01:00、UTC+02:00（夏令时）。

## 行政
于泽斯特的邮政编码为33730，INSEE市镇编码为33537。

## 政治
于泽斯特所属的省级选区为南吉伦特县。

## 人口

1962-2008年间于泽斯特人口变化图示

于泽斯特于2022年1月1日时的人口数量为467人。